# Борго Цукеро (Венеција)
Борго Цукеро (итал. Borgo Zucchero) је насеље у Италији у округу Венеција, региону Венето.
Према процени из 2011. у насељу је живело 312 становника. Насеље се налази на надморској висини од 6 м.